# الأراضي التي تحتلها روسيا

روسيا بالاحمر الفاتح، المناطق التي لونه احمر غامق هي التي احتلتها روسيا.

الأراضي التي تحتلها روسيا هي الأراضي الواقعة خارج حدود روسيا المعترف بها دوليًا والتي حددتها الأمم المتحدة ومعظم المجتمع الدولي على أنها تحت الاحتلال العسكري الروسي. وهي تتألف من أراضي ترانسنيستريا (المأخوذة من مولدوفا) وأبخازيا وأوسيتيا الجنوبية (المأخوذة من جورجيا) وبعض أجزاء من أراضي أوكرانيا. بالإضافة إلى ذلك، تعتبر اليابان والعديد من البلدان الأخرى جزر الكوريل الأربع الواقعة في أقصى الجنوب محتلة من قِبَل روسيا.

## الاحتلال العسكري المُعترف به من قِبَل الأمم المتحدة

### الأراضي المحتلة في مولدوفا

#### ترانسنيستريا (1992 – حتى الآن)
بعد تفكك الاتحاد السوفييتي، بدأ العديد من سكان مولدوفا في جميع أنحاء جمهورية مولدوفا الاشتراكية السوفيتية السابقة المطالبة بالتوحيد مع حركة الوحدة الرومانية الملدوفية، وأن «مولدوفا» (التي طُلب أن يشار إليها بالرومانية) أن تكتب بالأبجدية اللاتينية وليس ببالأبجدية السيريلية وأن تصبح اللغة الرسمية الوحيدة في مولدوفا. لم يتم استقبال هذا بشكل جيد في غاغاوزيا الحديثة، وهي منطقة تركية عرقيًا في مولدوفا، وأيضًا في معظم الضفة اليسرى لنهر دنيستر. هنا، دعا المتحدثون بالروسية الذين شكلوا الأغلبية في المنطقة إلى الاحتفاظ باللغة الروسية كلغة رسمية لمولدوفا إلى جانب اللغة السيريلية (التي كانت تكتب باللغة السيريلية ولم يكن يشار إليها بالرومانية)، وأن مولدوفا لن تتحد مع رومانيا. اندلعت الخلافات في حرب ترانسنيستريا في عام 1992، والتي أسفرت بعد معركة تيغينا الدموية عام 1992 عن انتصار الانفصاليين، الذين كانوا قد أعلنوا في وقت سابق استقلال ترانسنيستريا، في أعقاب تدخل عسكري روسي في ترانسنيستريا الذي ما يزال موجودًا حتى يومنا هذا في المنطقة التي ما تزال تدافع عن نظام ترانسنيستريا على الرغم من طلبات مولدوفا بالانسحاب من أرضها المُعترف بها دوليًا. بعد نهاية الحرب، قدمت ترانسنيستريا عدة طلبات لتصبح جزءًا من روسيا.

### الأراضي المحتلة في جورجيا

#### أبخازيا وأوسيتيا الجنوبية (2008- حتى الآن)
بعد الحرب الروسية الجورجية، وقّع الرئيس ميدفيديف مراسيم في 26 أغسطس عام 2008 تعترف باستقلال أبخازيا وأوسيتيا الجنوبية كدولتين تتمتعان بسيادة مستقلة. أقامت روسيا علاقات دبلوماسية مع هذه الدول المعترف بها جزئيًا ووضعت القوات الروسية في كليهما. تم نشر قوات الأمن الروسية على طول خطوط ترسيم الحدود مع جورجيا.
أشار العديد من الصحفيين الدوليين والشركات الإعلامية، مثل فوكس نيوز والجزيرة وإذاعة أوروبا الحرة/إذاعة الحرية، فضلًا عن المنظمات غير الحكومية، إلى أبخازيا وأوسيتيا الجنوبية بوصفهما إقليمين تحتلهما روسيا.
اتخذ البرلمان الجورجي بالإجماع قرارًا في 28 أغسطس عام 2008 أعلن فيه رسميًا أن أبخازيا وأوسيتيا الجنوبية إقليمان تحتلهما روسيا وأن القوات الروسية هي قوات احتلال. يحظر القانون دخول المناطق من روسيا ويخضع المخالفين لغرامة أو السجن. لا يجوز دخول أبخازيا إلا من بلدية زوغديدي عبر جسر إنغوري. بيد أن أوسيتيا الجنوبية لا تسمح بدخول الأجانب من الأراضي الخاضعة لسيطرة جورجيا. تم إغلاق نقاط العبور إلى أوسيتيا الجنوبية فعليًا للسكان المحليين أيضًا منذ سبتمبر عام 2019، بينما تم وضع نظام تصاريح خاص من قِبَل سلطات الأمر الواقع في أوسيتيا الجنوبية لنقطتي عبور: أخالغوري - أودزيسي (بلدية متسخيتا) وكرزماني (بلدية ساشكيري).
في أبريل عام 2010، طلبت لجنة الشؤون الخارجية بالبرلمان الجورجي من الهيئات التشريعية في 31 دولة إعلان أبخازيا وأوسيتيا الجنوبية كأراضي تحت الاحتلال الروسي والاعتراف بالتشريد الجماعي للمدنيين من تلك المناطق من قِبَل روسيا باعتباره بمثابة تطهير عِرقي. انتقمت وزارة الخارجية الروسية، وطلبت من جورجيا إلغاء القانون.
ناقشت أوسيتيا الجنوبية عدة مرات إمكانية ضمّها من قِبَل روسيا.